# Cytaea vitiensis
Cytaea vitiensis är en spindelart som beskrevs av Berry, Beatty, Prószynski 1998. Cytaea vitiensis ingår i släktet Cytaea och familjen hoppspindlar. Inga underarter finns listade i Catalogue of Life.